# Гекхан Зан
Гекхан Зан (тур. Gökhan Zan, нар. 7 вересня 1981, Антак'я) — турецький футболіст, що грав на позиції захисника.
Виступав, зокрема, за клуби «Бешикташ» та «Галатасарай», а також національну збірну Туреччини, у складі якої був півфіналістом чемпіонату Європи 2008 року.
Дворазовий чемпіон Туреччини. Володар Кубка Туреччини. 

## Клубна кар'єра
У дорослому футболі дебютував 1999 року виступами за команду клубу «Хатайспор», в якій провів один сезон, взявши участь у 12 матчах чемпіонату. Згодом з 2000 по 2003 рік грав за «Дарданелспор».
2003 року приєднався до «Бешикташа», проте відразу пробитися до його основного складу не зміг і сезон 2004/05 провів в оренді в  «Ґазіантепспорі». Повернувшись з оренди, поступово став одним з основних захисників «Бешикташа».
2009 року перейшов до іншого стамбульського гранда, «Галатасарая», за який відіграв шість сезонів, протягом яких двічі вигравав чемпіонат Туреччини. У 2015 році завершив ігрову кар'єру.

## Виступи за збірні
2000 року дебютував у складі юнацької збірної Туреччини, взяв участь у 2 іграх на юнацькому рівні. Протягом 2002–2003 років залучався до складу молодіжної збірної Туреччини. На молодіжному рівні зіграв у 7 офіційних матчах.
2006 року дебютував в офіційних матчах у складі національної збірної Туреччини. Протягом кар'єри у національній команді, яка тривала 8 років, провів у формі головної команди країни 35 матчів.
У складі збірної був учасником чемпіонату Європи 2008 року в Австрії та Швейцарії, де тричі виходив на поле — в одній грі групового етапу, у чвертьфіналі і півфіналі.

## Титули і досягнення
- Чемпіон Туреччини (4):

«Бешікташ»: 2008-2009
«Галатасарай»: 2011-2012, 2012-2013, 2014-2015
- Володар Кубка Туреччини (4):

«Бешікташ»: 2005-2006, 2006-2007, 2008-2009
«Галатасарай»: 2013-2014
- Володар Суперкубка Туреччини (3):

«Бешікташ»: 2006
«Галатасарай»: 2012, 2013